# Fratelli Stamper
Timothy David Joseph Stamper detto Tim (febbraio 1961) e 
  Christopher Timothy John Stamper detto Chris (ottobre 1958), generalmente noti come i fratelli Stamper, sono due autori di videogiochi e programmatori britannici.
Fondarono le software house Ultimate Play the Game, poi nota come Rare. Inizialmente lavorarono insieme su kit di conversione arcade, che furono loro concessi in licenza alle aziende, ma in seguito divennero sviluppatori veri e propri per titoli per home computer ZX Spectrum nei primi anni ottanta. Chris programmava i giochi, mentre Tim progettava la grafica. Trovarono il successo con giochi tra cui Jetpac, Atic Atac e Knight Lore. Dopo aver decodificato il Nintendo Entertainment System e aver deciso di spostare la loro attenzione sullo sviluppo della console, i fratelli fondarono Rare a metà degli anni ottanta, divenendo il primo grande sviluppatore occidentale di Nintendo, per il quale realizzarono videogiochi e porting su licenza. Nel corso dei due decenni successivi, Rare intrattenne uno stretto rapporto con Nintendo e produsse diversi titoli importanti, tra cui Donkey Kong Country e GoldenEye 007. Microsoft acquisì Rare nel 2002 e i fratelli la abbandonarono nel 2007.
Gli Stamper sono noti per non concedere interviste e, quando ancora erano in Rare, per un'etica lavorativa e per una tipologia di promozione basate sulla competizione interna all'azienda tra i team di sviluppo. Furono tra i primi autori di videogiochi ad avere un vero e proprio fandom, già negli anni ottanta, e nel decennio successivo vennero riconosciuti come tra i più importanti ed influenti sviluppatori del tempo. Nel 2015 Develop, periodico incentrato sull'industria videoludica, li nominò "Development Legends".

## Videoludografia
- Blue Print (1982)
- Tranz Am (1983)
- Pssst (1983)
- Jetpac (1983)
- Lunar Jetman (1983)
- Dingo (1983)
- Cookie (1983)
- Atic Atac (1983)
- Underwurlde (1984)
- Sabre Wulf (1984)
- Knight Lore (1984)
- Alien 8 (1985)
- Pentagram (1986)
- Gunfright (1986)
- Cobra Triangle (1989)
- Pin-Bot, solo Tim (1990)
- Jetman (1991)
- Battletoads (1991)
- Donkey Kong Country (1994)